# Nikolaus von Falkenhorst
Nikolaus von Falkenhorst (17 de enero de 1885-18 de junio de 1968) fue un general alemán conocido por ejecutar la Operación Weserübung, cuyo objetivo fue la invasión de Dinamarca y Noruega en 1940. Después de la exitosa invasión se convirtió en comandante de las tropas alemanas estacionadas en Noruega entre 1940 y 1944.

## Biografía

### Primeros años
Nikolaus von Jastrzembski nació en Breslau en una familia silesiana con antigua tradición militar. Después se cambió el apellido a Falkenhorst, que significa «nido de halcones». Después del periodo de instrucción como cadete, en 1903 fue ascendido a alférez en el Regimiento de Granaderos n.º 7 en Liegnitz. En el verano de ese año pasó a la academia militar en Potsdam y en 1904 tenía el rango de teniente. En 1911 era ayudante en el Batallón de Fusileros y como tal ascendido a teniente primero, alcanzando el grado de capitán en 1914. Tuvo diversos puestos durante la Primera Guerra Mundial. Al final estuvo destinado en la plana del general alemán Rüdiger von der Goltz en Finlandia.
Desde diciembre de 1918 hasta enero de 1920 estuvo destinado en la frontera oriental de Alemania, pasando luego a la plana mayor de la 6.ª Brigada de la Reichswehr. En febrero de 1925 ascendió a Mayor y en febrero de 1928 tomó el mando del 1.° Batallón, del 1.° Regimiento (prusiano) de Infantería. A primeros de 1930 era teniente coronel y en octubre de 1931 fue nombrado jefe de la plana mayor de la 4.ª División y ascendido a coronel en octubre de 1932.

### Régimen nazi
Luego fue agregado militar en las embajadas alemanas en Praga, Belgrado y Bucarest entre 1933 y 1935. El 1 de julio de 1935 fue ascendido a mayor general y fue destinado al III Ejército. En 1937 tenía el grado de teniente general. En 1939 comandó el XXI Cuerpo durante la Campaña de Septiembre en Polonia. Luego fue promovido a General der Infanterie.
A inicios de 1940, Falkenhorst se encontraba al mando de un cuerpo de ejército en el Frente Occidental. Sin embargo, debido a su experiencia en Finlandia, el mariscal Wilhelm Keitel lo sugirió para mandar las tropas que ejecutarían la Operación Weserübung en Noruega. La operación era de máximo secreto y el general Von Falkenhorst nunca había escuchado de ella cuando fue llamado por Hitler el 21 de febrero. Hitler le aseguró que el Reino Unido planeaba invadir Noruega y le dio unas horas para que planificase la operación. El general Von Falkenhorst no tenía muchos recursos para lograr este cometido y tuvo que recurrir a una guía turística para conocer la geografía de la nación nórdica. Sin embargo, la operación fue un éxito, ya que la única pérdida importante fue el hundimiento del crucero pesado Blücher cerca de Oslo.
Después de invadir Noruega y conseguir la victoria frente a los ingleses en la Campaña de Noruega, Von Falkenhorst conservó el mando de la guarnición alemana en Noruega. Debido a que los nazis consideraban a los noruegos arios incluso más puros que los alemanes, los militares alemanes trataron a los civiles con amabilidad, y el mismo Von Falkenhorst ordenó a sus hombres ser corteses con los noruegos. Una historia, que, aunque falsa, fue creída en Noruega, contaba que una mujer noruega se había quejado de que un soldado alemán le había robado sus joyas, y al día siguiente la misma mujer fue invitada a presenciar el fusilamiento del soldado.
Von Falkenhorst fue depuesto del mando en Noruega el 18 de diciembre de 1944 por oponerse a las políticas represoras de Josef Terboven, el comisionado del Tercer Reich en Noruega. Después de la guerra, Von Falkenhorst fue juzgado por un tribunal británico-noruego por violar las reglas de la guerra, ya que había acatado la orden de fusilar inmediatamente a todo saboteador. Aunque fue sentenciado a muerte, luego se le redujo la pena a 20 años de prisión. Fue puesto en libertad el 23 de julio de 1953 por tener problemas de salud. Murió en 1968 en Holzminden, Baja Sajonia.